# 张全 (1934年)
张全（1934年4月6日—2000年2月29日），安徽省潜山县人。中华人民共和国政治人物、电力学家。张恨水三子。

## 生平
1950年4月，张全考入长春电机高等职业学校变电科。1953年3月工作。1960年4月至1966年6月，在东北电力设计院业余动力学院学习。1978年12月，任东北电力设计院变电室工程师，期间参加中国第一批500千伏变电所设计工作，并在东丰变电所首次采用500V自耦变压器。1982年4月，任变电室设计总工程师、室副主任、室主任。1988年4月，任东北电力设计院变电处处长。
1990年11月，张全加入中国国民党革命委员会。1991年3月，被补选为民革长春市第六届委员会委员。1992年1月，增补为民革长春市第六届委员会副主任。1992年2月，当选民革长春市第七届委员会主任。1988年，当选长春市政协委员。1993年3月，在长春市人大十届一次会议上当选为副主任。同年，当选第八届全国人大代表、吉林省人民代表大会常务委员会委员。1998年，再次当选吉林省第九届人民代表大会代表、长春市第十一届人民代表大会代表。2000年2月29日，因病在长春去世，享年66岁。